# Kanton Aubigny-en-Artois
Kanton Aubigny-en-Artois (francouzsky Canton d'Aubigny-en-Artois) byl francouzský kanton v departementu Pas-de-Calais v regionu Nord-Pas-de-Calais. Tvořilo ho 30 obcí. Zrušen byl po reformě kantonů 2014.

## Obce kantonu
- Agnières
- Ambrines
- Aubigny-en-Artois
- Averdoingt
- Bailleul-aux-Cornailles
- Bajus
- Berles-Monchel
- Béthonsart
- Camblain-l'Abbé
- Cambligneul
- Capelle-Fermont
- Chelers
- La Comté
- Frévillers
- Frévin-Capelle
- Gouy-en-Ternois
- Hermaville
- Izel-les-Hameaux
- Magnicourt-en-Comte
- Maizières
- Mingoval
- Monchy-Breton
- Penin
- Savy-Berlette
- La Thieuloye
- Tilloy-lès-Hermaville
- Tincques
- Villers-Brûlin
- Villers-Châtel
- Villers-Sir-Simon